# UFC 209
L'UFC 209: Woodley vs Thompson 2 est l'un des prochains événements d'arts martiaux mixtes produit par l'Ultimate Fighting Championship qui aura lieu le 4 mars 2017, à la T-Mobile Arena à Paradise, Nevada, une partie de la région métropolitaine de Las Vegas.

## Historique
L'événement était prévu à l'origine pour le 11 février, au Barclays Center dans le quartier de Brooklyn à New York. Toutefois, en raison d'un manque de têtes d'affiche lors de l'UFC 208 (prévu pour Anaheim en Californie), cet événement a été reporté au 5 août et l'UFC 209 qui devait se tenir à Brooklyn a été rebaptisé le nouvel UFC 208. Par conséquent, l'événement dont il est ici question a également été rebaptisé l'UFC 209 alors qu'il devait être le 210. Ce sera le cinquième événement de l'UFC à se tenir à la T-Mobile Arena.
Le combat qui est attendu en tête d'affiche opposera l'actuel champion welterweight (poids welters) Tyron Woodley à Stephen Thompson, cinq fois champion du monde de kickboxing. Les deux athlètes se sont récemment rencontrés à l'UFC 205, où Woodley a conservé son titre au terme du combat par décision des juges.
Le combat du championnat poids légers, qui opposera Khabib Nurmagomedov et Tony Ferguson (gagnant de la série The Ultimate Fighter: Team Lesnar vs. Team dos Santos) a également été confirmé. La rencontre était à l'origine prévue pour la série The Ultimate Fighter: Team McGregor vs. Team Faber Finale et, plus tard, pour UFC on Fox: Teixeira vs Evans. Cependant, le match a été annulé à deux reprises, en raison des blessures de Nurmagomedov  puis de problèmes pulmonaires de Ferguson.

## Fight card officiel
| Fight Card         | Fight Card          | Fight Card | Fight Card       | Fight Card | Fight Card | Fight Card | Fight Card |
| Catégorie de poids |                     |            |                  | Méthode    | Round      | Temps      | Notes      |
| ------------------ | ------------------- | ---------- | ---------------- | ---------- | ---------- | ---------- | ---------- |
| Welterweight       | Tyron Woodley(c)    | vs.        | Stephen Thompson |            |            |            |            |
| Lightweight        | Khabib Nurmagomedov | vs.        | Tony Ferguson    |            |            |            |            |
| Heavyweight        | Alistair Overeem    | vs.        | Mark Hunt        |            |            |            |            |
| Featherweight      | Darren Elkins       | vs.        | Mirsad Bektić    |            |            |            |            |
| Heavyweight        | Todd Duffee         | vs.        | Mark Godbeer     |            |            |            |            |
| Lightweight        | Lando Vannata       | vs.        | David Teymur     |            |            |            |            |

## Matchs annoncés
- Poids coqs: Iuri Alcântara vs Luke Sanders[8]
- Poids mi-lourds: Paul Craig vs Tyson Pedro[9]
- Poids légers : Farid "l'esquiveur" Bouali vs Tanguy "Fifa" Naime.